# がらんどう

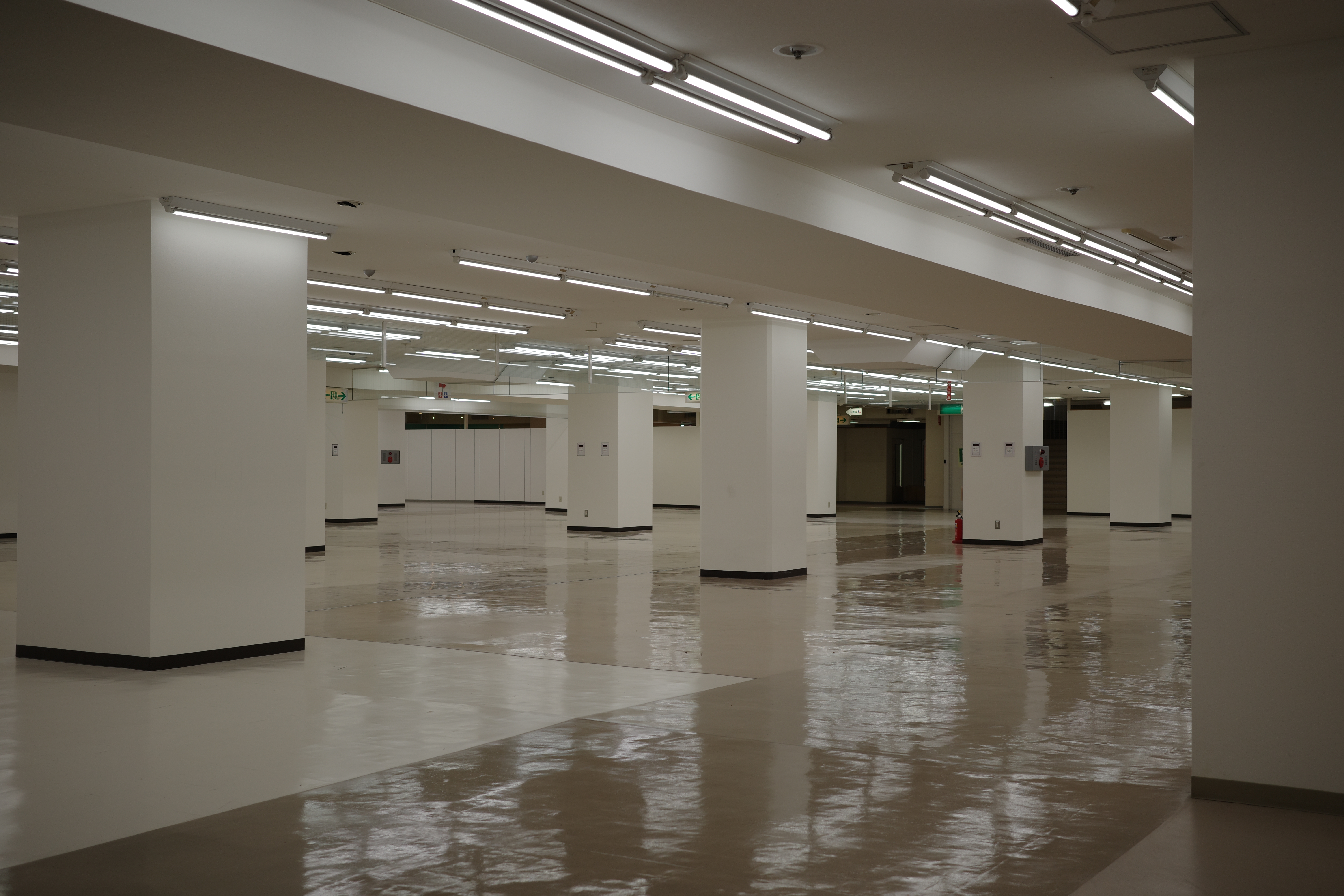
マルカツデパート3Fのがらんどうの様子

がらんどうとは、広々としてがらんとしている状態のこと。家や部屋、器などの中に何もないこと。また、そのさま。

## 語源

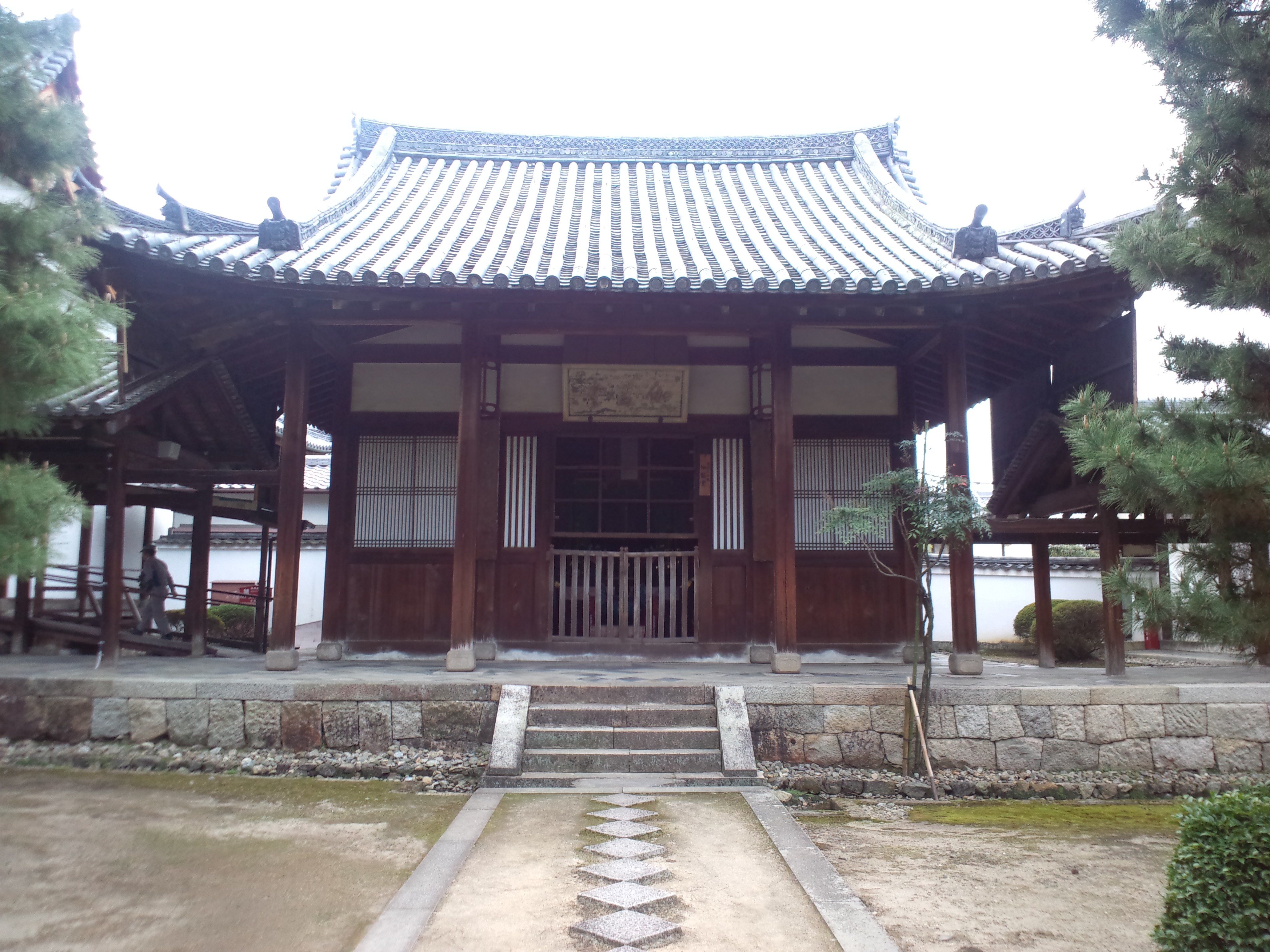
京都宇治の万福寺の伽藍堂

もともと伽藍神を祭る「伽藍堂」が語源といわれる。「伽藍堂のように広々とした部屋」などといわれた事から、そのように言われるようになった。

## 備考

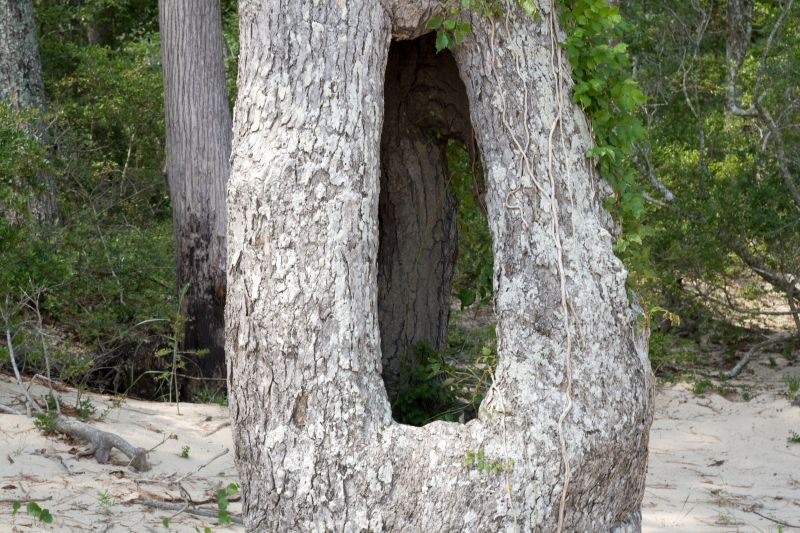
樹洞

- また、木の洞（きのうろ）のことも表す。樹皮がはがれて木のなかが腐るなどして隙間が開き、できた洞窟状の空間で、大きなものを指して言う。
- 環境的な空虚感を表現する際、若しくは寂寥に満ちた心象風景を表す時に使用する事もある。

## 用例
- 此処は人っこ一人居ない、がらんどうだ。
- 心が虚しい、がらんどうの様だ。